# 旋毛

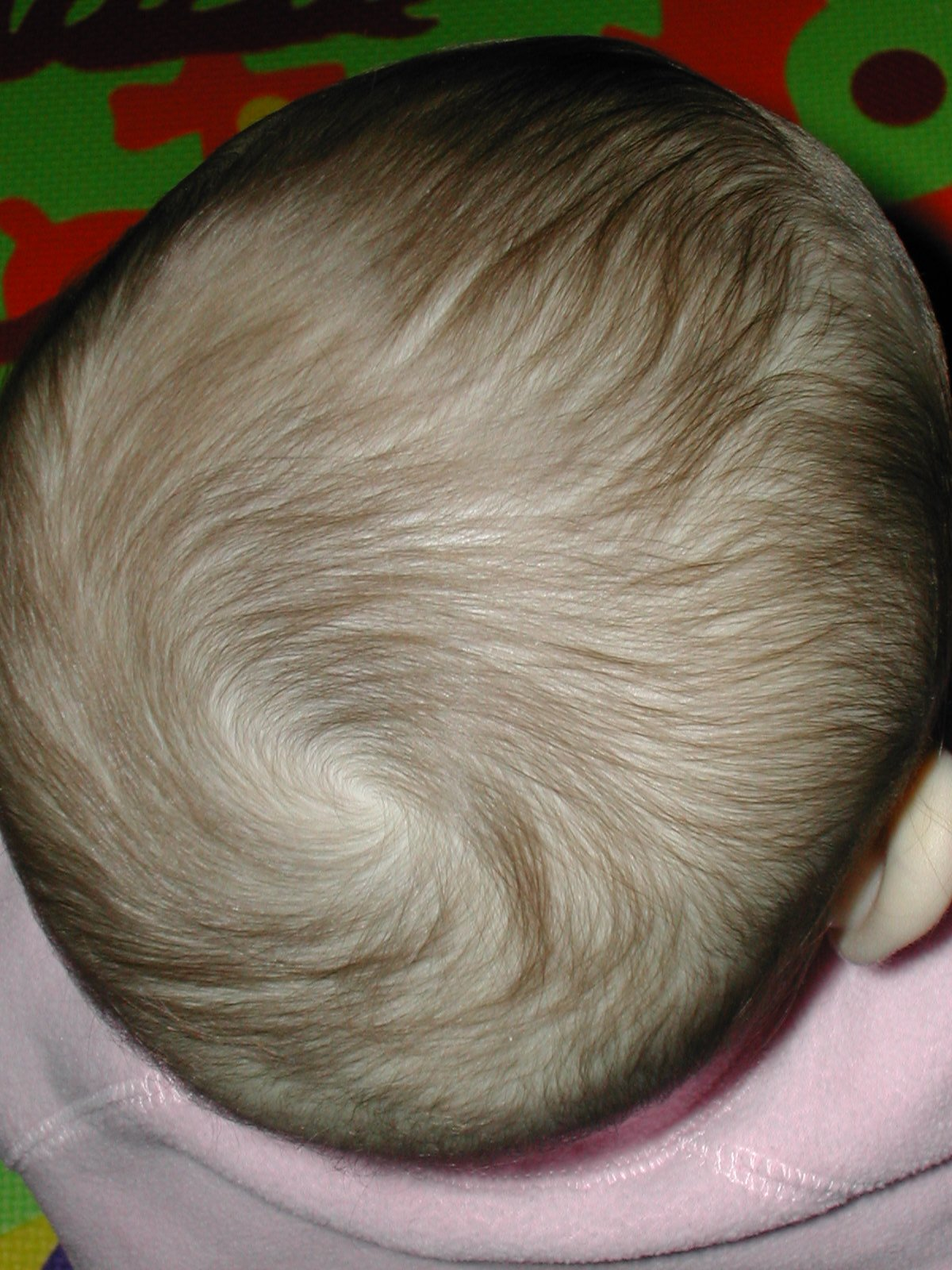
ヒトのつむじ

旋毛（つむじ、せんもう）は、頭部の毛髪が放散するようにうずを巻いている部分のことである。主に頭頂部に見られる。
右巻きのつむじと左巻きのつむじの二通りがある。一箇所のみの人が大多数であるが、中にはつむじを持っていない人や、複数のつむじを持っている人もおり、そのことを「鳥居つむじ」とも呼ぶ。

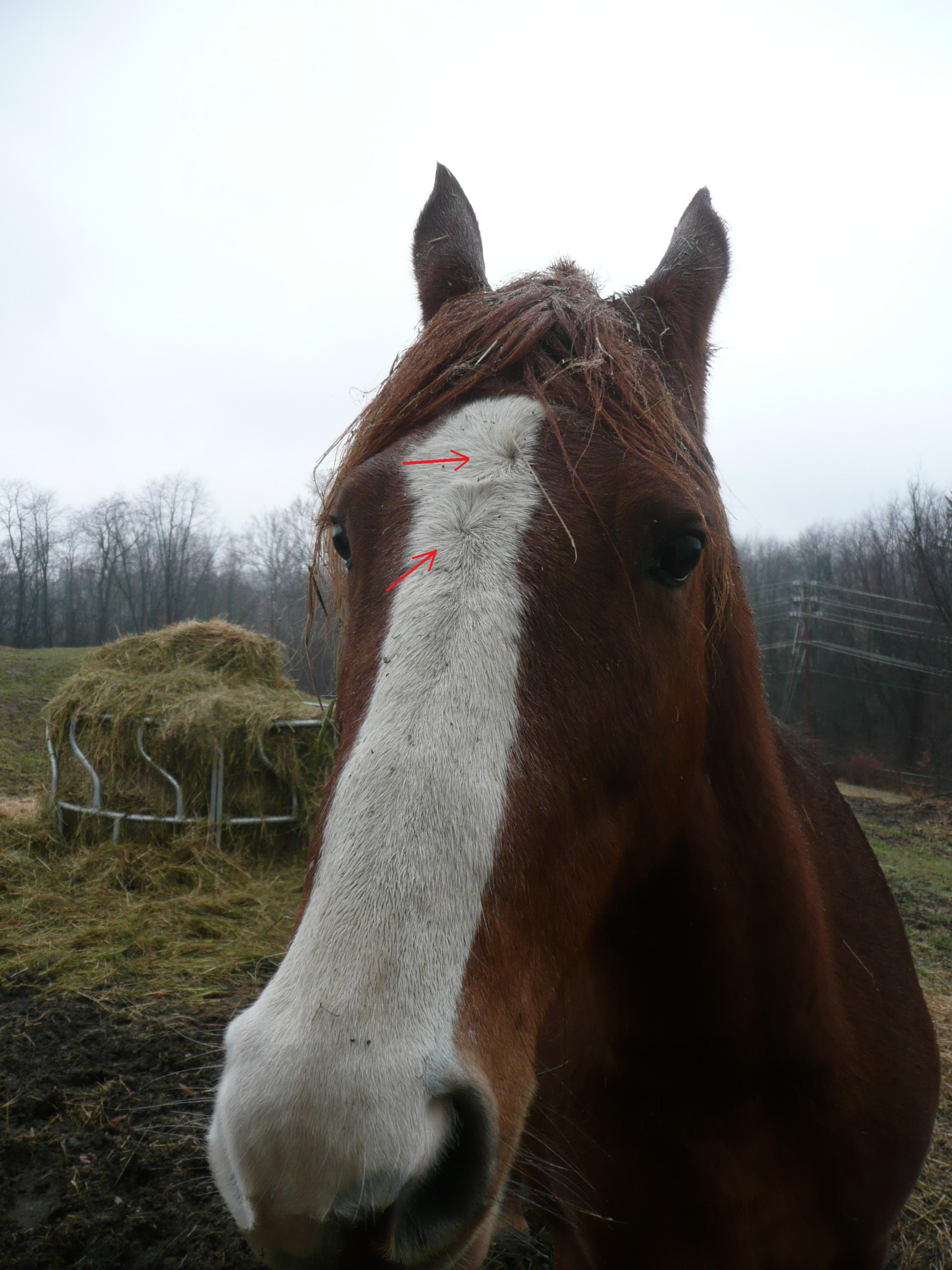
馬のつむじ

つむじは人間以外の動物にも見られる。

## 慣用表現
つむじを使った慣用表現として「つむじ曲がり」や「左巻き」がある。意味はともに変わり者やひねくれ者を指すが、これは釈迦の白毫が右巻きであったことに由来する。また、沖縄県（琉球方言）ではつむじ自体を「マーチュー」、つむじを二つ持っていることを「ターチマチャー、たーちまちゃー」と呼び、わんぱくものの意味に用いる。